# Badagabanangala, Virajpet
Badagabanangala là một làng thuộc tehsil Virajpet, huyện Kodagu, bang Karnataka, Ấn Độ.